# Hildegard Domizlaff
Hildegard Domizlaff (* 26. Januar 1898 in Erfurt; † 22. Februar 1987 in Köln-Müngersdorf; vollständiger Name Hildegard Natalie Martha Helene Domizlaff) war eine deutsche Bildhauerin, Medailleurin, Holzschnitt- und Schmuckkünstlerin, die in Köln lebte und arbeitete. Ihre zumeist religiösen Kunstwerke und für den religiösen Ritus geschaffenen Werke entstanden seit 1927.

## Biografie
Hildegard Domizlaffs Vater war Georg Domizlaff (* 14. Juni 1854 in Soest; † 28. Oktober 1937 in Leipzig), Präsident der Oberpostdirektion Leipzig, Feld-Oberpostmeister im Ersten Weltkrieg, ihre Mutter Anna Catharina Domizlaff geb. Boeter (* 10. Dezember 1866 in Hamburg-Eppendorf; † 1944 in Murnau am Staffelsee). Sie hatte zwei Brüder: Hans Domizlaff (1892–1971), Werbeberater und Schriftsteller in Hamburg, und Helmuth Domizlaff (1902–1983), Antiquar in München.
Hildegard Domizlaffs erste künstlerischen Arbeiten – vorerst Zeichnungen – entstanden um 1916 in Leipzig. Eine der ersten Porträtbüsten stellt einen ihrer Brüder dar. Sie begann sich mit dem Katholizismus auseinanderzusetzen und schloss sich in Leipzig dem Kreis um Ilse von Stach und Martin Wackernagel an. Unmittelbar nach dem Ersten Weltkrieg fertigte Domizlaff eine Porträtbüste von Stachs an. Wackernagel, der zu dieser Zeit den Leipziger Kunstverein leitete, bekam die Büsten zu Gesicht und nahm sie in Ausstellungen auf. Max Klinger begutachtete ihre ersten Arbeiten und riet ihr zu einer künstlerischen Laufbahn.
Mitte des Jahres 1918 begann sie eine Ausbildung an der Akademie in Weimar in der Bildhauerklasse von Richard Engelmann, einem Rodin-Schüler. Sie gehörte zur ersten Generation von Künstlerinnen in Deutschland, die offiziell eine Kunsthochschule besuchen durften. Ihren Aufenthalt an der Weimarer Akademie erlebte Hildegard Domizlaff in einer Phase des Umbruchs: Walter Gropius übernahm die Leitung der Hochschule für bildende Kunst einschließlich der ehemaligen Kunstgewerbeschule in Weimar und das „Staatliche Bauhaus“. Ihr Studium in Weimar war nur von kurzer Dauer. 
Nachdem sie mit 21 Jahren die Volljährigkeit erreicht hatte, konvertierte sie im Frühjahr 1919 zum katholischen Glauben, woraufhin die Eltern ihr die finanzielle Basis für ein weiteres Studium entzogen. Max Klinger verhalf ihr zu einem Platz an der Hamburger Kunstgewerbeschule bei dem aus der Wiener Secession stammenden Richard Luksch. Dessen Frau Elena Luksch-Makowsky war selbst eine bekannte Hamburger Bildhauerin. Domizlaff erhielt dort als Studentin ein Atelier. 
Anfang 1922 übersiedelte sie nach Soest, in die Geburtsstadt ihres Vaters, wo sich eine kleine Künstlergemeinde von Malern des Expressionismus angesiedelt hatte. Ihre ersten Erfolge auf Ausstellungen verhalfen ihr zu wirtschaftlicher Unabhängigkeit.
Nach einer kurzen Zwischenstation in Leipzig siedelte Hildegard Domizlaff 1923 nach Münster über. Martin Wackernagel war dort an der Westfälischen Wilhelms-Universität Ordinarius für Kunstgeschichte. In Münster trat auch der schon in Leipzig zu den Freunden der Familie Domizlaff zählende Theodor Däubler zum Kreis um Wackernagel und dessen Frau, der Schriftstellerin Ilse von Stach. In den Jahren von 1919 bis 1924 unternahm sie mehrere Reisen durch Deutschland, Italien und später auch nach Griechenland. 1924 hielt sie sich längere Zeit in Paris auf.
Mitte der 1920er Jahre nahm Hildegard Domizlaff Kontakt mit Franz Xaver Münch und dessen Freund Peter Wust, dem „Philosophen von Münster“ auf und begann mit diesen eine langjährige fruchtbare Auseinandersetzung insbesondere um Fragen der Liturgiegestaltung. Aus dieser Zeit stammen die ersten großen bildnerischen Werke für kirchliche Auftraggeber: das Kriegerdenkmal für die Kirche zu Esch bei Köln von 1925 und der Herz-Jesu-Altar in der Kirche zu Weiler bei Köln von 1926. 
1927 verlegte Hildegard Domizlaff ihren Lebensmittelpunkt endgültig nach Köln, wo sie zuerst eine gemeinsame Wohnung mit Helen Wiehen bezog. Ab 1929/1930 ließ sie sich mit Helen Wiehen in dem von Theodor Merrill nach den Bedürfnissen der beiden Künstlerinnen entworfenen Wohn- und Atelierhaus in Köln-Müngersdorf nieder. Mit Gerhard Marcks verband sie seit 1938 intensive Freundschaft und ein reger Briefwechsel, der bis 1953 andauerte, als sich Marcks mit seiner Frau aufgrund der steten Bemühungen von Hildegard Domizlaff in einem Atelierhaus ebenfalls in Müngersdorf niederließ.
Ab Beginn des Zweiten Weltkriegs lebte sie zurückgezogen in ihrem Haus in Müngersdorf und widmete sich ihrer Arbeit an Holzschnitten für die Bibel. Ein großer Teil der Werke von Hildegard Domizlaff ging im Zweiten Weltkrieg verloren. Die ersten Aufträge nach dem Krieg bekam sie von der katholischen Kirche. Sie entwarf und erstellte liturgisches Gerät, bischöfliche Insignien und gestaltete Innenräume von Kirchen, z. B. von St. Engelbert in Köln-Riehl, St. Stephan in Köln-Lindenthal und die Münsterkirche in Essen. 
Sie wendete sich der Elfenbeinschnitzerei und dem Entwurf und der Ausführung von Schmuckstücken und kirchlichen Insignien zu. Bis zum Anfang der 1980er Jahre entstanden zahlreiche kleinformatige Reliefs, deren Motive sie aus ihren Naturstudien bezog. Eines ihrer letzten Werke war eine Adlerskulptur aus Bronzeguss für den Ambo der Pfarrkirche Mater Dolorosa in Berlin-Lankwitz.
Im Februar 1987 starb Hildegard Domizlaff 89-jährig in ihrem Atelierhaus. Sie wurde auf dem Friedhof Müngersdorf bestattet. Ihr Nachlass wurde dem Erzbistum Köln übergeben, ihre Werke werden in Kolumba (Museum) aufbewahrt.
In einer Erinnerung an Hildegard Domizlaff schrieb Joachim Kardinal Meisner: „Ihre profunde theologische Kenntnis und ihr scharfes Wahrnehmungsvermögen der oft verborgenen Ursachen für die kirchliche und gesellschaftliche Gegenwart machten die Begegnungen mit Hildegard Domizlaff zu interessanten, oft unbequemen, aber immer positiven Erlebnissen.“
Das Atelierhaus steht heute unter Denkmalschutz und wurde 1989 von dem Kölner Auktionator Henrik Hanstein erworben, der es renovieren ließ, um es – nach dem Willen Hildegard Domizlaffs – einem Künstler zur Verfügung zu stellen.